# Сіді-бу-Алі
Сіді-бу-Алі (араб. سيدي بوعلي) — місто в Тунісі у регіоні Сахель. Знаходиться за 20 км на північ від Суса. Входить до складу вілаєту Сус. Станом на 2004 рік тут проживало 9 011 осіб.